# Jamie Reid (Künstler)
Jamie Reid (* 16. Januar 1947 in London; † 8. August 2023 in Liverpool) war ein britischer Künstler und Anarchist mit Verbindungen zu den Situationisten. Seine Arbeit, mit Ausschnitten aus Zeitungsschlagzeilen im Stil eines Erpresserbriefs geschnitten, war dem Image des Punkrock, besonders in Großbritannien, sehr nahe. Reids Cover Art half mit, die Ästhetik der britischen Punk-Bewegung zu definieren mit seinen Faux-Ransom-Note-Buchstaben und ikonoklastischen Verunstaltungen der Popkultur und nationalistischer Bilder.

## Leben

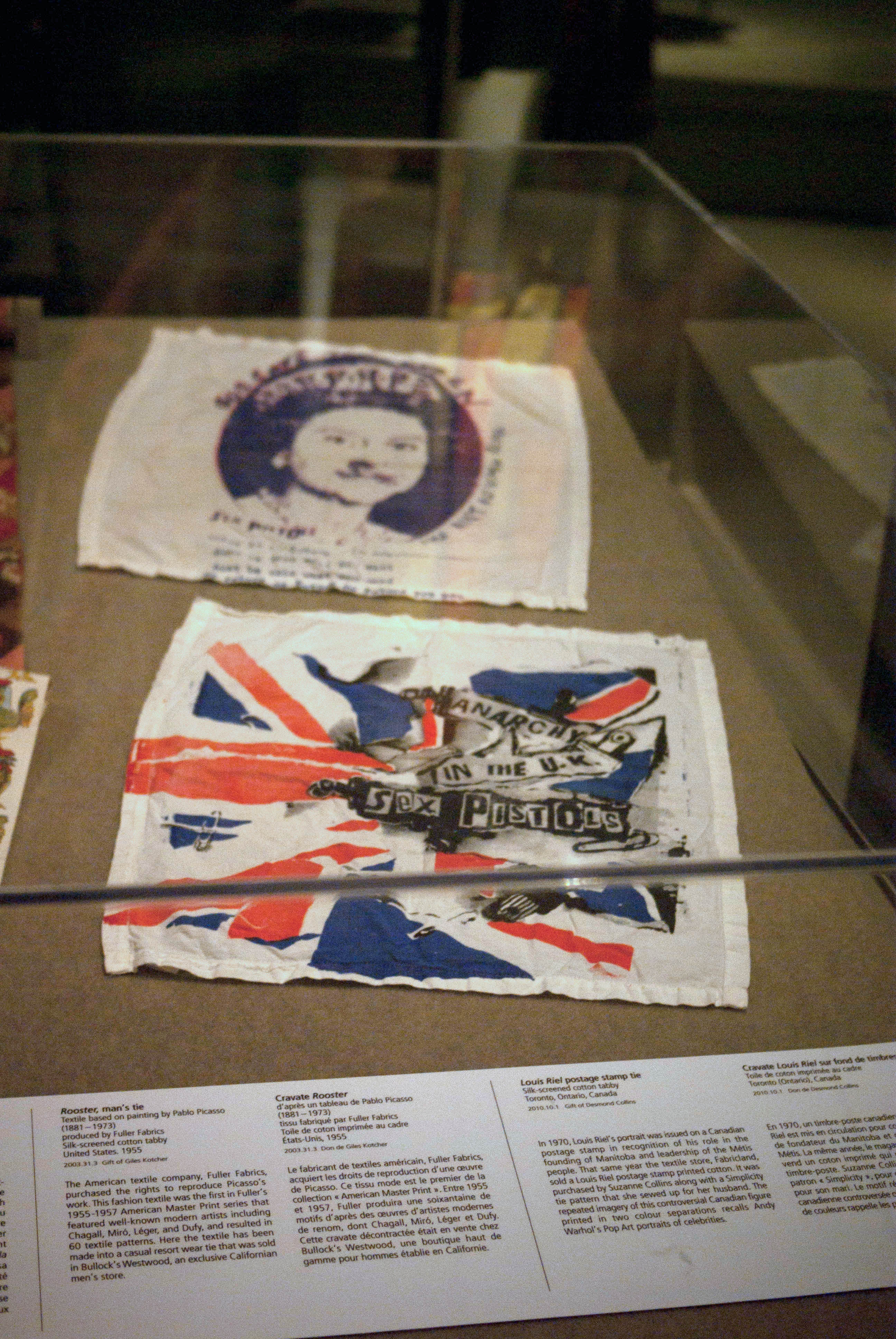
Cover: Sex Pistols – God save the Queen und Reids Design für Anarchy in the U.K. Das Plakat – ein zerrissener und von Sicherheitsnadeln zusammen gehaltener Union Jack. Es gilt als zentrale Arbeit beim Schaffen einer unverwechselbaren visuellen Punk-Ästhetik.

### Jugend
Jamie Reid wurde 1947 im Londoner Stadtteil Croydon geboren. Er wuchs in einer politisch engagierten Familie auf. Er ging zum John Ruskin Gymnasium. 1970 zog er ins Zentrum von London um. Zuerst war er am Wimbledon Art College, später am Croydon Art College. Dort nahm er zusammen mit Malcolm McLaren an einem Sit-In teil. Später zog er um auf die Isle of Lewis.

### Gesellschaftlicher Einsatz und Privatleben
Reid war an Kampagnen zu Themen wie der Wahlsteuer, Clause 28 und der Criminal Justice Bill beteiligt. „Ich glaube, ich habe mehr über Grafikdesign als Drucker gelernt als drei Jahre an der Kunstschule“, sagte er. „Es gab mir die Fähigkeit, mit Dingen herumzuspielen“. God Save Our Forests ist ein Porträt, mit dem er sich für die Erhaltung der Wälder einsetzt. Reid setzte sich auch mit anderen Arbeiten für Fragen des Klimawandels, der wirtschaftlichen Instabilität und der Abrüstung ein.
Im Oktober 2010 gründete der US-Aktivist David Jacobs die situationistische Gruppe Point-Blank! Er bestritt, Reid habe die Grafik Nowhere Buses erstellt, die auf dem Cover der Single Pretty Vacant von den Sex Pistols aus dem Jahr 1977 zu sehen war und in der Folge mehrfach für limitierte Auflagen verwendet wurde. Jacobs sagte der Entwurf sei von ihm, er habe ihn zuerst in einer Broschüre als Teil eines Protestes gegen den Nahverkehr in San Francisco im Jahr 1973 erstellt.
Reid bewunderte die Occupy-Bewegung. Pussy Riot wurde von Reid durch ein Plakat unterstützt, dass er gestaltet hatte, nachdem sie zum ersten Mal verhaftet worden waren.
Jamie Reid lebte zuletzt in Liverpool. Er war 17 Jahre mit seiner Partnerin, der Schauspielerin Margi Clarke, zusammen. Sie haben eine Tochter.
Jamie Reid starb im August 2023 im Alter von 76 Jahren.

## Kunst

### Schaffen

Sex Pistols – Logo

Sein Stil, ausgeschnittene Buchstaben zu collagieren, entstand aus der schlichten Tatsache, dass er sich Durchreibe-Buchstaben nicht leisten konnte.
Nach den Vorwürfen, Damien Hirst habe einen Studenten wegen Urheberrechtsverletzung verklagt, nannte ihn Reid 2009 einen „heuchlerischen und gierigen Kunstmobber“ und schuf in Zusammenarbeit mit Jimmy Cauty sein Bild For the Love of Disruptive Strategies and Utopian Visions in Contemporary Art and Culture (deutsch: Aus Liebe zu disruptiven Strategien und utopischen Visionen in zeitgenössischer Kunst und Kultur) als eine Pastiche, die Gott schütze die Königin durch Gott schütze Damien Hirst ersetzt. Reid: „Hirst and Emin are Thatcher’s children“ – „Hirst und Emin wurden von Thatcher hervorgerufen.“
„Ich hatte vergessen, wie mutig Menschen in ihrer Kunst sein können und wie selbstgefällig Menschen waren. Jeder hat sich daran gewöhnt, die Linie einzuhalten.“

### Werke

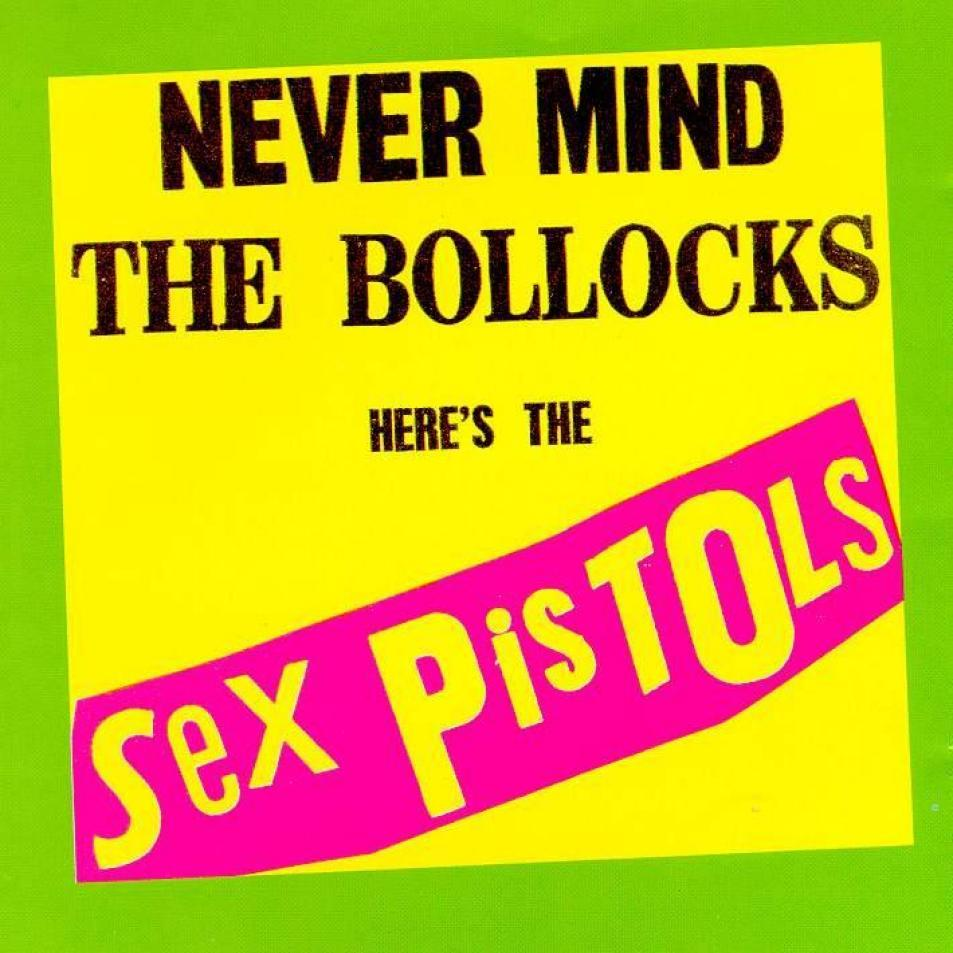
Cover: Sex Pistols – Never Mind the Bollocks, Here’s the Sex Pistols (CD-Reissue mit grünen Rand)

Zu seinen bekanntesten Werken zählen die Schallplattenhülle des Sex-Pistols-Album Never Mind the Bollocks, Here’s the Sex Pistols und die der Singles Anarchy in the UK und God Save The Queen von 1976. Es basiert auf einer Cecil Beaton-Fotografie von Queen Elizabeth II, zusätzlich mit Sicherheitsnadel durch die Lippen. Es wurde von Sean O’Hagan von The Observer als „das kultigste Bild der Punk-Ära“ beschrieben. Reid produzierte 1997, dem zwanzigsten Jubiläum der Geburt des Punkrocks, eine Reihe von Siebdrucken. Zehn Jahre später, am dreißigsten Jahrestag der Veröffentlichung von God Save the Queen, produzierte er einen neuen Druck mit dem Titel Never Trust a Punk, der auf seinem ursprünglichen Entwurf basierte. Er wurde bei London Art Fair im Stadtteil Islington ausgestellt. Reid produzierte auch Kunstwerke für die Weltmusik-Fusion-Band Afro Celt Sound System. Jamie Reid kreierte den Lösegeld-Look für die Sex-Pistols-Grafiken in der Zeit, als er Suburban Press produzierte, eine radikale politische Zeitschrift, die er fünf Jahre lang betrieb.
Zu seinen Ausstellungen zählen Peace is Tough in den Arches in Glasgow und in der Microzine Gallery in Liverpool. Ab 2004 stellte Reid Drucke in der Aquarium Gallery aus. Im Mai 2007 eine Retrospektive zum 1. Mai stattfand. Er stellte in Steve Lowes neuem Projektraum, dem L-13 Light Industrial Workshop in Clerkenwell, London, aus und veröffentlichte Arbeiten.
Er wurde auch von der John Marchant Gallery vertreten, die sich um Reids umfangreiches Archiv kümmert. Seine erste Einzelausstellung in Los Angeles war April 2012 im Shepard’s Subliminal Projects Gallery.
2016 fand seine Ausstellung Casting Seeds statt. In New York gab es 1997 ebenfalls seine Ausstellung Peace Is Tough.
Die große Retrospektive XXXXX: 50 Years of Subversion and the Spirit zeigte ein halbes Jahrhundert seines Schaffens auf drei Etagen in der Humber Street Gallery in Hull, England vom 19. Oktober 2018 bis zum 20. Januar 2019. Reid: 

“It’s interesting going through all my work, especially with the paintings, I’d forgotten how well I can paint!”

„Es ist interessant, meine ganze Arbeit durchzugehen, besonders die Gemälde, ich hatte vergessen, wie gut ich malen kann!“